# Stegmühle (Niederstetten)
Stegmühle ist ein Wohnplatz auf der Gemarkung des Niederstettener Stadtteils Oberstetten im Main-Tauber-Kreis im fränkisch geprägten Nordosten Baden-Württembergs.

## Geographie
Der Wohnplatz befindet sich am nordwestlichen Ortsrand von Oberstetten. Ein vom Reutalbach abzweigender Mühlkanal führt direkt am Wohnplatz vorbei.

## Geschichte
Der Wohnplatz kam als Teil der ehemals selbständigen Gemeinde Oberstetten am 1. Januar 1972 zur Stadt Niederstetten.

## Kulturdenkmale
Kulturdenkmale in der Nähe des Wohnplatzes sind in der Liste der Kulturdenkmale in Niederstetten verzeichnet.

## Verkehr
Vom Wohnplatz besteht über die Vorbachstraße ein Anschluss an die L 1001.